# なついろレシピ
『なついろレシピ』は、PULLTOP Airより2015年5月29日に発売された美少女アドベンチャーゲーム。2015年1月1日に設立が発表された上記ブランドのデビュー作である。

## システム
本作は、マウスクリックなどでテキストを読み進めていくオーソドックスな恋愛アドベンチャーゲームである。いわゆる攻略ヒロインは4人。

## あらすじ
自身の父に宛てた、娘と名乗る少女からの手紙を受け取った杜丘岳史は、困惑しつつも高原の山村・白珠村へ向かった。そこで待っていたのは岳史の異母妹にあたるという八重原柚と、柚の祖母が経営していた食堂だった。唯一の肉親である祖母を亡くした柚と、彼女とともに暮らすことになった岳史は食堂の再開へと向けて歩みだした。

## 登場人物
（出典： ）

### 主人公
杜丘 岳史（もりおか たけふみ）
身長：180cm
東京在住。現在大学四年度。優しく誠実で不器用な性格。本編冒頭の独白によると内定が出た会社は一週間前に潰れた。生まれつきの強面で、かつ寡黙なことから、何かと誤解されがちで、柚に頼まれて薪割りのために斧を持って庭に出た所を、たまたま見かけたすずなたちに不審者と勘違いされた。突如現れた腹違いの妹と名乗る柚の保護者を引き受けたことで、慣れない田舎での生活に溶け込むべく努力している。父親は現在香港在住。母親は幼いころに死去。腹違いの姉妹の存在が明らかになったのは柚で4人目だったため、柚の出現に困惑しつつも存在自体には驚かなかった。父親の本妻である母親にはさらに3人の娘（つまり岳史の姉妹）がおり、岳史には合計して7人の姉妹がいる計算になる。

### ヒロイン
八重原 柚（やえはら ゆず）
声 - 市川ひなこ
身長153cm、スリーサイズ：78(B) / 56 / 80
主人公の異母妹。本人曰く母親が死去したため、親戚宅をたらい回しにされ、祖母の家に行き着いたらしい。祖母の食堂の再開に向けて奮起するが、料理の腕はさっぱりなため、主にメニューなどを考える担当。どんな些細なことでもメモをとる癖がある。過去の経験もあってかかなり後ろ向きなところがあり、本編でも当初は「世界は悪い方向にしか行かない」などと溢していた。カップ麺などしか作れないが、それゆえのこだわりを持つ。
早蕨 すずな（さわらび すずな）
声 - くすはらゆい
身長157cm、スリーサイズ：88(E) / 57 / 84
明るく好奇心旺盛な少女。上の姉が村を出て就職しており、都会に憧れを抱いている。甘いものが好きだが、焼き芋をスイーツと呼ぶ、都会では薪割りをロボットにやらせていると勘違いするなど若干ズレているところがある。
早蕨 こごみ（さわらび こごみ）
声 - 秋野花
身長144cm、スリーサイズ：74(A) / 53 / 74
すずなの妹で純真な少女。手先が器用で、果物や野菜の皮むきが得意。生活の知恵に長けており、どこか懐かしい言い回しをすることがあるため「こごみおばあちゃん」と呼ばれることもある。山菜が好きだが、生卵の白身が苦手。
鰺ヶ沢 椋香（あじがさわ りょうか）
声 - 羽鳥いち
身長164cm、スリーサイズ：90(F) / 59 / 86
山が好きで、猟師になりたいと思っている少女。スタイルがよく、近しい世代の中では一番年上。面倒見がよく、柚たちから慕われている。釣りの腕は一流で、魚を捌くのも上手い。祖父である猪左夫曰く、頭はいいが素行が悪く、出席日数を計算してギリギリで登校しているとのこと。

### サブキャラクター
小田巻 花梨（おだまき かりん）
声 - 卯衣
身長156cm
白珠村の村長の孫娘。柚に心酔しており、彼女のことを「お姉さま」と呼んで慕っている。村の分校に通っており、柚の後輩にあたる。初対面で、前述の目撃証言に尾ひれがついてしまったこともあって、岳史が柚とすずなを殺害したと勘違いして木刀で襲撃した。
荻野 未季（おぎの みき）
声 - かわしまりの
身長160cm
村に唯一ある診療所の女医。細かいことにはこだわらない大雑把な性格だが医者としての腕は確か。食堂の常連客だったひとりで、食堂が閉まった今でも頻繁に顔を見せる。移動にはバイクを愛用している。
早蕨 あざみ（さわらび あざみ）
声 - 青山ゆかり
身長159cm
すずな、こごみの母。世話好きで面倒見が良い。白珠村にやってきた岳史に料理を教えたりと色々なアドバイスをするようになる。軽トラを所有している。
鰺ヶ沢 猪左夫（あじがさわ いさお）
声 - 牛柳亀三
身長162cm
雑貨屋とキャンプ場の管理所を営む椋香の祖父。狩猟シーズンには猟師として猟を行っている。猟の腕は達人の域だが、本人は血を見るのが大嫌いで、猟をするのを嫌がっている。酒が好きで、「豚神祀」という名前の地酒を好んで飲むが、椋香曰くかなり酒癖が悪いらしい。自称詩人で、かつて「プライド、ポラロイド、ロイド眼鏡」なる詩集を自費出版したものの、全く反響が無く、泣く泣く猟師になったらしい。
早蕨 みつば
すずなたちの祖母であざみの義母。温和で優しく、孫、嫁想いの老人。
杜丘 茂雄（もりおか しげお）
岳史の父。現在香港在住。かなりの女好きらしく、既婚者であるにもかかわらず複数人の腹違いの娘がいる。岳史の独白によると、現在は（本人申告とは言え）よき父親であり腹違いであっても自身の子を認知しなかったことはない。
八重原 蒔絵（やえはら まきえ）
柚の祖母。名前は本編冒頭の手紙で判明。元々の食堂の店主で、半年ほど前に柚を引き取った。柚の言葉によれば「柚にはとてもよくしてくれたためちっとも不幸ではなかった」との事。母を亡くした柚の唯一の保護者だったが一月前に亡くなった。
八重原 志保理（やえはら しほり）
柚の母親。同じく名前は本編冒頭の手紙で判明。一年前に亡くなった。
箕輪さん
町の新聞屋。こごみ曰く、昔は五人兄妹だったため、村人たちからは「箕輪さんとこの新聞」を縮めて「新聞さん」と呼ばれている。本人曰く特攻帰りで、頭から機銃掃射を受けた際の弾が見つかったり、骨の複数カ所にヒビが入った状態でも長距離を歩いて移動出来るほどのかくしゃくたる老人。本編冒頭で入院が決まったため、求職中だった岳史を配達員に採用した。

## 舞台
白珠村
本作の舞台。本編冒頭の解説によると東京都心から電車で約5時間離れた高原に位置する山村。かなりの田舎だが、すずな曰く電気、ガス、水道が来る程度には文明化されている。岳史の独白によれば柚が住む家から徒歩で30分の位置には村の中心部があり、半径100mの範囲に郵便局や後述のスーパー兼農産物直売所、妙に真新しい村役場兼公民館兼図書館などの施設が集中している。規模が小さく人口も少ないため、猪左夫曰く基本的に住民の多くは自給自足の生活を送っている。名産品として柔らかくて甘いと評判の「白珠レタス」と「豚神祀」という名の地元民にしか振る舞われない地酒がある。
食堂
柚の祖母が生前営んでいた木造二階建ての店舗。裏手には自宅である古びた日本家屋があり、裏手には壊れた井戸がある。白珠村の中心部からバスで1時間ほどの台地「高棚台」にある小さな石造りの橋のそばに立つ。公式サイトのあらすじによると元々は水車小屋だった物を食堂に改装したもの。入り口の前には大分前に廃止されたと思われる古びたバス停が置かれたままになっている。店主である祖母が亡くなったため、閉店していた。
あじさわ雑貨店
鯵ヶ沢家が営む雑貨店。本編での描写ではかなり古い木造平屋の建物で、「なん□もそ□うあじさわざっか□ん」という所々文字が剥がれた看板が掛かっている。店主である鯵沢家はキャンプ場の管理も行なっているため不在時には空き缶に代金を入れる仕組みになっている。
早蕨家
すずなやこごみたちの実家。かなり大きな木造二階建ての日本家屋。レタス農家を営んでいる。
オダマキ
村にあるスーパーマーケット。柚の行きつけの店。規模は小さく、品数も少ないが直売所も兼ねている。

## スタッフ
- 企画・ディレクション - 朝妻ユタカ
- シナリオ - 佐藤礼、折畑啓助、高嶋栄二
- キャラクターデザイン・原画 - のん、はる雪、作々
- 音楽 - ヤヅチスエタ
- WEB制作 - きむら
- SD原画 - 田口まこと
- グラフィックチーフ - いっぱんへい
- ごはんイラスト - bcd
- 美術設定 - 平澤晃弘、bcd、上田メタヲ
- 背景美術 - 池田裕輔
- デザイン - まーと
- 演出チーフ - 御剣ヒロ
- アシスタントディレクション - 月月
- プロデュース - Yow

## 主題歌
オープニングテーマ「わたしのさしすせそ」
歌：市川ひなこ、作詞：ヤヅチスエタ、作編曲：ヤヅチスエタ
エンディングテーマ「ふたりごはん」
歌：市川ひなこ、作詞：ヤヅチスエタ、作編曲：ヤヅチスエタ

## サウンドトラック
初回版にはサウンドトラック「なついろレシピ 限定メニュー『さんとらレシピ -季節の歌を添えて-』」が特典として添付された。主題歌2曲とゲーム内で使用された全BGMの合計23曲が音楽CD1枚に収録されている。
| #         | タイトル                               | 作詞         | 作曲         | 時間 |
| --------- | -------------------------------------- | ------------ | ------------ | ---- |
| 1.        | 「わたしのさしすせそ」(歌：市川ひなこ) | ヤヅチスエタ | ヤヅチスエタ | 3:53 |
| 2.        | 「ふたりごはん」(歌：市川ひなこ)       | ヤヅチスエタ | ヤヅチスエタ | 4:03 |
| 3.        | 「あさのかおり」                       |              | ヤヅチスエタ | 2:21 |
| 4.        | 「おむすびころころ」                   |              | ヤヅチスエタ | 3:01 |
| 5.        | 「たまごはおどる」                     |              | ヤヅチスエタ | 2:50 |
| 6.        | 「ほっとティータイム」                 |              | ヤヅチスエタ | 4:14 |
| 7.        | 「どうぞめしあがれ」                   |              | ヤヅチスエタ | 3:14 |
| 8.        | 「しみじみゆどうふ」                   |              | ヤヅチスエタ | 1:46 |
| 9.        | 「おかしはたのし」                     |              | ヤヅチスエタ | 4:36 |
| 10.       | 「ぬかどこのきもち」                   |              | ヤヅチスエタ | 2:01 |
| 11.       | 「おかえりのしょくたく」               |              | ヤヅチスエタ | 2:16 |
| 12.       | 「うりきれごめん」                     |              | ヤヅチスエタ | 2:22 |
| 13.       | 「あわだてこんだて」                   |              | ヤヅチスエタ | 2:59 |
| 14.       | 「おなべがこげた」                     |              | ヤヅチスエタ | 2:44 |
| 15.       | 「たべられるかな」                     |              | ヤヅチスエタ | 2:50 |
| 16.       | 「さめたらにがい」                     |              | ヤヅチスエタ | 2:50 |
| 17.       | 「ひとりごはんのよる」                 |              | ヤヅチスエタ | 2:33 |
| 18.       | 「おべんともって」                     |              | ヤヅチスエタ | 3:16 |
| 19.       | 「ふきこぼれちゅうい」                 |              | ヤヅチスエタ | 3:44 |
| 20.       | 「はんぶんこ」                         |              | ヤヅチスエタ | 4:33 |
| 21.       | 「あまくてとろける」                   |              | ヤヅチスエタ | 4:00 |
| 22.       | 「ごちそうのじかん」                   |              | ヤヅチスエタ | 3:32 |
| 23.       | 「なついろレシピ」                     |              | ヤヅチスエタ | 1:23 |
| 合計時間: | 合計時間:                              | 合計時間:    | 71:01        |      |

## 反響

### 売り上げ
本作は発売月（2015年5月）の売り上げにおいて、PCpressの集計では10位、Getchu.comの集計では11位を記録した。発売年（2015年）においては、Getchu.comの集計で年間上位50位の圏外、アダルトゲーム月刊誌『BugBug』の集計では上位20位の圏外であった。

### 人気投票
| 部門名       | Getchu.com | BugBug    | アワード  |
| ------------ | ---------- | --------- | --------- |
| 総合         | 圏外/20位  | 圏外/20位 | 35位/60位 |
| シナリオ     | 圏外/10位  | 圏外/20位 | 部門なし  |
| グラフィック | 圏外/10位  | 部門なし  | 部門なし  |
| 音楽         | 圏外/10位  | 圏外/20位 | 部門なし  |
| システム     | 圏外/10位  | 圏外/20位 | 部門なし  |
| ヴォイス     | 部門なし   | 圏外/20位 | 部門なし  |
| ムービー     | 圏外/10位  | 部門なし  | 部門なし  |
| エッチ       | 圏外/10位  | 圏外/20位 | 部門なし  |
| キャラクター | 0人/20位   | 0人/20位  | 部門なし  |

本作は発売月（2015年5月）のユーザー人気投票において、Getchu.comの9位を獲得した。発売年（2015年）の人気投票においては、Getchu.comでは全部門で圏外、『BugBug』では全部門で圏外、萌えゲーアワードでは35位であった（表：「2015年の美少女ゲーム人気投票における本作の位置」に一覧を示す。）。

## 関連商品
PULLTOP おとのかんづめ つめあわせ - Disc12：なついろレシピ
2017年5月26日発売。「わたしのさしすせそ」「ふたりごはん」の主題歌2曲と全BGM、計23曲を48kHz/24bitで収録。